# ハマズィ朝
ハマズィ朝（シュメール語:𒄩𒈠𒍢𒆠)は、紀元前2500〜2400年にかけて古代オリエントに存在した国家。その正確な位置は不明だが、ザグロス山脈西部にあったと考えられている。
現存している中で最古のハマズィ朝の記録は、叙事詩エンメルカルとアラッタの主にある。エンメルカルとエン・スフギル・アナの二人は、ハマズィの魔術師ウルギリヌナがハマズィが破壊された後にアラッタに行ったと述べている。
シュメール王名表には、ハマズィのハダニッシュ王がキシュを破った後、ハマズィ朝はシュメールに対して覇権を握っていたと記録されている。その後、ハマズィ朝はウルクのエンシャクシュアンナに破られた。
ハマズィはその後、ウル第三王朝の州の一つとなった。紀元前2010年頃、ウル第三王朝が崩壊すると、イシン第一王朝のイシュビ・エッラによってハマズィは占領され、略奪された。